# Marlis Prinzing

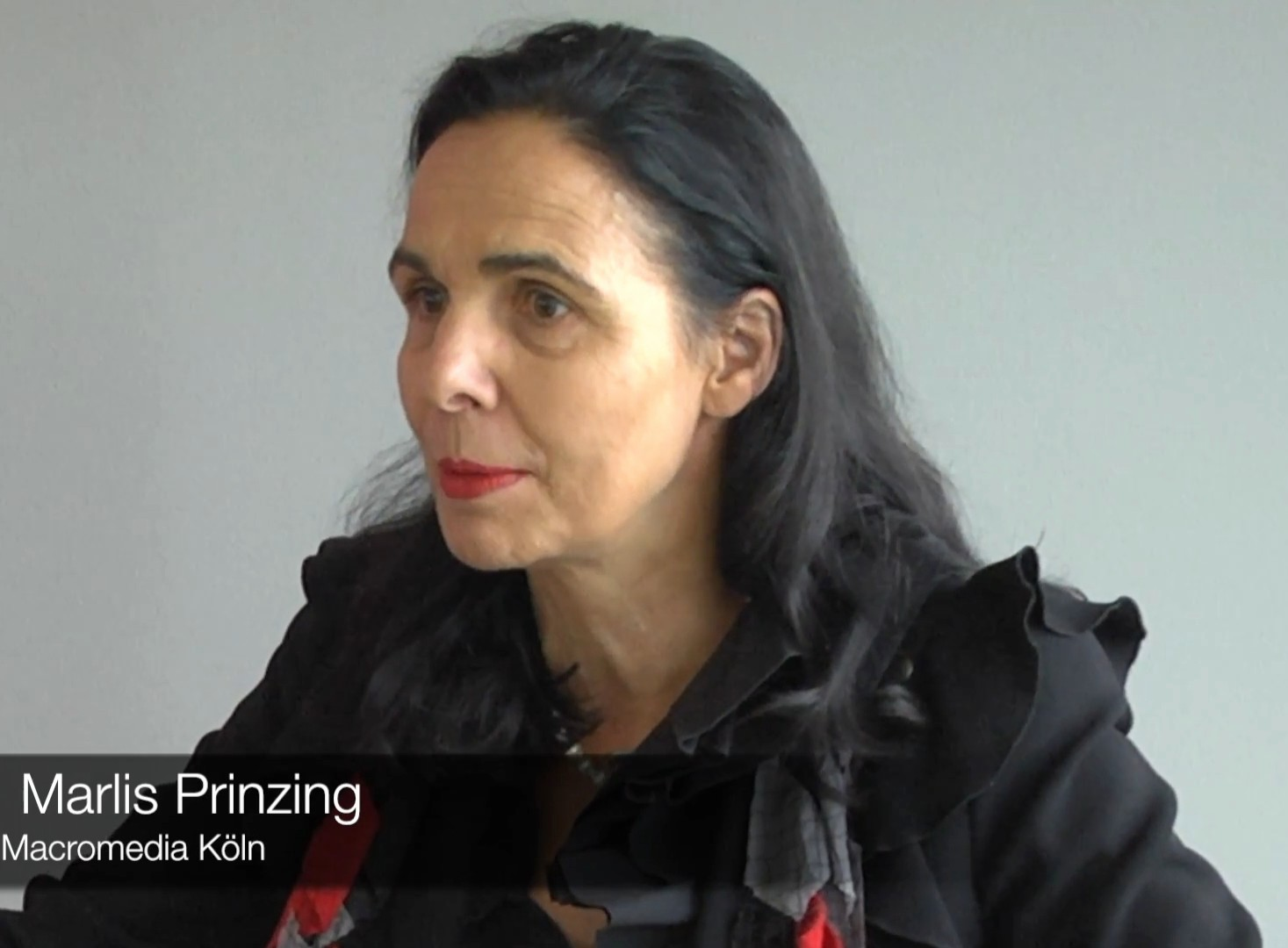
Marlis Prinzing (2017)

Marlis Prinzing (* 7. Februar 1962 in Geislingen an der Steige) ist eine deutsche Medienwissenschaftlerin, Autorin und Hochschullehrerin.

## Leben
Marlis Prinzing studierte an den Universitäten Regensburg und Tübingen Geschichte, Politikwissenschaft sowie Mathematik. Sie promovierte in Stuttgart "summa cum laude" mit der Arbeit Strom für das Neckarland und erhielt dafür den ABB-Wissenschaftspreis.
Ihre journalistische Tätigkeit begann sie bei der Neuen Württembergischen Zeitung (NWZ) in Göppingen, bei Radio 7 und bei der Südwest Presse in Ulm. Gleichzeitig arbeitete sie als freie Journalistin für Blätter wie Die Zeit, die Frankfurter Allgemeine Zeitung, die Frankfurter Allgemeine Sonntagszeitung, für den Rheinischen Merkur, die Neue Zürcher Zeitung, das St. Galler Tagblatt und den Kölner Stadt-Anzeiger.
Von 1998 bis 2007 moderierte sie die Gesprächsreihe "Das rote Sofa. Menschen, die bewegen", die sie dann auch über ein eigenes Medienbüro betrieb. Unter ihren Gästen waren u. a. Lea Ackermann, Marcia Haydee, Dieter Hildebrandt, Günther Oettinger, Leoluca Orlando, Annette Schavan und  Berthold Schenk-Graf von Stauffenberg.
2005–2007 war sie Projektleiterin am Europäischen Journalismusobservatorium der Universität Lugano; 2007 wurde sie Lektorin (Dozentin) im Departement Medien- und Kommunikationswissenschaft der Freiburg im Üechtland; bis heute vertritt sie dort das Fach Medienethik – ebenso wie an der Universität Zürich (seit 2021).
Lehraufträge erhielt sie ferner u. a. an den Universitäten Tübingen (2003–2010), Bern (2006–2009), Friedrichshafen (2007–2010).
2009 wurde sie als Professorin für Journalistik an die Kölner Macromedia Hochschule für Medien und Kommunikation berufen; dort wurde sie unter anderem mit der Leitung des Studiengangs Journalistik des Standorts betraut, dann auch standortübergreifend, sowie mit dem Aufbau des Masters Journalistik und konzentrierte sich hochschulweit auf den Forschungsbereich als Vorsitzende der Forschungskommission sowie des Forschungsvereins der Hochschule; gegenwärtig leitet sie die Business-Fakultät in Köln und ist dort zudem Studiendekanin.
Sie ist Initiantin der Charta für eine Öffentliche Kommunikationswissenschaft.
Prinzing hat zwei Kinder, ist mit dem Schweizer Medienwissenschaftler Roger Blum verheiratet und lebt in Köln und in Süßen.

## Ehrungen und Auszeichnungen
- ABB-Wissenschaftspreis für ihre Dissertation[6]

## Schriften

### Als Autorin
- Berichten über Leid und Katastrophen. Die Ahrtalflut 2021 aus Betroffenen- und Mediensicht sowie Lehren für künftige Krisen (mit Mira Keßler und Melanie Radue). OBS-Arbeitsheft 114, hrsg. von der Otto Brenner Stiftung, Juli 2024.[7]
- Das Unbehagen an der Ukraine-Berichterstattung – Acht Beobachtungen In: M. Löffelholz, K. Schleicher & C. F. Trippe (2024). Krieg der Narrative Russland, die Ukraine und der Westen[8]
- Medien und Wahrheit in digitalen Zeiten. In: tv-diskurs[9] 1(2022)S. 38–41.
- Digitaler Strukturwandel in einer „liquid society“. In: Mark Eisenegger, Marlis Prinzing, Patrik Ettinger, Roger Blum (Hrsg.) „Digitaler Strukturwandel der Öffentlichkeit. Historische Verortung, Modelle und Konsequenzen“. Wiesbaden: Springer/VS, S. 433–459. ISBN 978-3-658-32132-1[10]
- Ethik als Schlüssel für Medienvertrauen und Empowerment. In: Friedrich-Ebert-Stiftung, Reihe Medienpolitik, 2020[11].
- Unwissenheit frisst Journalismus – Journalismus frisst Unwissenheit. Zur Einschätzung der aktuellen Entwicklung von Medien und ihrer Bedeutung für die Demokratie aus Sicht der journalistischen Ethik. In: Petra Grimm / Oliver Zöllner (Hrsg.): Digitalisierung und Demokratie – Ethische Perspektiven.[12] Schriftenreihe Medienethik, Band 18. Stuttgart: Steiner, 2020, ISBN 978-3-515-12827-8, S. 21–36.
- Emotion. (Teil 22). In: Communicatio Socialis 53(4)[13], S. 494–501.
- [14]. In: Marlis Prinzing, Bernhard Debatin, Nina Köberer (Hrsg.): Kommunikations- und Medienethik Reloaded. Baden-Baden: Nomos, S. 61–85. ISBN 978-3-8487-6388-7
- Montiert Jalousien ans digitale Glashaus! Digitale Ethik liefert den Kompass für eine aufgeklärte, kommunikationskompetente Mediengesellschaft. In: Kompass. Die Zeitschrift des Katholischen Militärbischofs für die Deutsche Bundeswehr,[15] 06/18, S. 6–9.
- Der Streik bei Bosch im Jahre 1913. Ein Beitrag zur Geschichte von Rationalisierung und Arbeiterbewegung. Steiner, Stuttgart 1989, ISBN 3-515-05379-4.
- Strom für das Neckarland – die Geschichte der Neckarwerke von 1900 bis 1945. Ein Beitrag zur Geschichte der Elektrifizierung im Neckarraum. 1999 (Dissertation, Universität Stuttgart, 1999).
- Lothar Späth. Wandlungen eines Rastlosen. Orell Füssli, Zürich 2006, ISBN 3-280-05203-3.
- „Wir schaffen das“. Antworten auf die Krise, Perspektiven für die Zukunft. Marlis Prinzing trifft Lothar Späth. Kaufmann, Lahr 2009, ISBN 978-3-7806-3089-6.
- Jüdisches Vermächtnis. Porträt – Gespräche – Perspektiven. Marlis Prinzing trifft Charlotte Knobloch. Kaufmann, Lahr 2010, ISBN 978-3-7806-3090-2.
- Der Schamane. Begegnung mit Galsan Tschinag. Ullstein, Berlin 2010, ISBN 978-3-548-74493-3.
- „Meine Wut rettet mich“. Glaubensbekenntnisse prominenter Christen. Kösel, München 2012, ISBN 978-3-466-37036-8.

### Als Herausgeberin
- mit Roger Blum: Handbuch politischer Journalismus. Halem, Köln, 2021. ISBN 978-3-86962-240-8
- mit Bernhard Debatin und Nina Köberer: Kommunikations- und Medienethik – reloaded? Wegmarken für eine Orientierungssuche im Digitalen. Nomos, Baden-Baden, 2020. ISBN 978-3-8487-6388-7
- mit Ingrid Stapf und Nina Köberer: Aufwachsen mit Medien. Nomos, Baden-Baden, 2019 ISBN 978-3-8487-5189-1
- mit Patrik Ettinger, Mark Eisenegger und Roger Blum: Intimisierung des Öffentlichen. Zur multiplen Privatisierung des Öffentlichen in der digitalen Ära. Springer, Wiesbaden, 2019. ISBN 978-3-658-24051-6. (springerprofessional.de)
- mit Nina Köberer und Michael Schröder: Migration, Integration, Inklusion. Medienethische Herausforderungen und Potenziale für die digitale Mediengesellschaft. Nomos, Baden-Baden, 2018. ISBN 978-3-8487-4304-9
- mit Vinzenz Wyss: Journalismusatelier. Recherche im Netz. Europa, Zürich 2014, ISBN 978-3-905811-62-9. www.journalismus-atelier.de